# Masc
Masc (кор.: 마스크; сокращение от Мужской) — южнокорейский бой-бэнд, сформированный под руководством JJ Holic Media. В состав входили 8 участников: Усу, 26 (Ирюк), Эйс, Доын, Хиджэ, Ирэ, Мунбон, Чибин. Группа дебютировала 19 августа 2016 года с синглом «Strange» из мини-альбома с таким же названием. MASC назвали свой фан-клуб Ma-Bling.

## Участники
- Усу (кор.: 우수), настоящее имя: У Ёнсу (кор.: 우영수), родился 5 сентября 1989 г. Является лидером и главным вокалистом в группе.
- Доын (кор.: 도은), настоящее имя: Ким Доын (кор.: 김도은), родился 4 июня 1993 г.
- Хидже (кор.: 희재), настоящее имя: Ю Хидже (кор.: 유희재), родился 22 февраля 1994 г. Является саб-вокалист, актер.
- Ирэ (кор.: 이레), настоящее имя: И Чонхи (кор.:이종희), родился 25 марта 1994 г.
- Мунбон (кор.: 문봉), настоящее имя: Сон Мунбон (кор.: 송문봉), родился 8 июля 1998 г. Является вокалистом.

## Бывшие участники
- 26 (кор.: 이륙) произносится, как Ирюк, настоящее имя: Ким Джихун (кор.: 김지훈), родился 22 февраля 1990 г. Является танцором, рэпером, режиссером.
- Эйс (A.C.E) (кор.: 에이스), настоящее имя: Ким Десон (кор.: 김대성), родился 11 мая 1990 г. Являлся рэпером и вокалистом.
- Чибин (кор.: 치빈), настоящее имя: Чон Чибин (кор.: 전치빈), родился 14 января 1998 г. Является вокалистом.

## Дискография

### Мини-альбомы
| Название | Детали альбома | Позиции в чартах | Продажи   |
| Название | Детали альбома | KOR              | Продажи   |
| -------- | --- | ---------------- | --------- |
| Strange  | - Выпущен: 19 августа 2016 г. - Лейбл: JJ Holic, Loen Entertainment - Формат: CD, digital download - Список песен: 1. Strange (낯설어) 2. I Can't Breathe (숨도 못 쉬겠다) 3. Meaningless (의미 없어) 4. Why Always Me? (왜 또 나야?) 5. Strange (낯설어) inst․ 6. I Can't Breathe (숨도 못 쉬겠다) inst․ | 25               | KOR: 822+ |

### Синглы
| Название           | Год  | Позиция в чарте (KOR) | Альбом  |
| ------------------ | ---- | --------------------- | ------- |
| «Strange» (낯설어) | 2016 | —                     | Strange |
| «Tina» (티나)      | 2017 | —                     |         |
| «Do it» (다해)     | 2017 | —                     |         |